# Jorge Teixeira
Avelino Jorge Filipe Teixeira (* 27. August 1986 in Lissabon) ist ein portugiesischer Fußballspieler. Er spielt auf der Position des Innenverteidigers.

## Karriere
Jorge Teixeira wurde im Sommer 2010 vom FC Zürich als Ersatz für den zurückgetretenen Abwehrchef Hannu Tihinen verpflichtet. Davor spielte er zwei Saisons in der dritten und eine Saison in der zweiten portugiesischen Liga. Im Alter von 22 Jahren ging er ins Ausland, wo er je eine Saison in Zypern – bei zwei verschiedenen Vereinen – und bei Maccabi Haifa spielte.
Bereits im ersten Spiel für den FC Zürich am 20. Juli 2010 stand er in der Startaufstellung und gehört seitdem zum Stammkader und schoss auch sogleich bei den ersten drei Spielen jeweils ein Tor. Als Rolf Fringer auf die Saison 2012/2013 als Trainer eingesetzt wurde, verlor Teixeira seinen Stammplatz.
Im Januar 2013 wurde bekannt, dass Texeira, leihweise bis Ende Saison, in die italienische Serie A zur AC Siena wechselt mit einer Option zur definitiven Übernahme für die Saison 2013/14. Im Sommer kehrte Teixeira jedoch zum FC Zürich zurück. Zur Saison 2014/15 wechselte er zum belgischen Erstdivisionär Standard Lüttich und 2016 weiter zu Charlton Athletic nach England.
Seit dem Sommer 2017 steht er wieder in Belgien bei VV St. Truiden unter Vertrag. Mitte Februar 2021 wurde sein Vertrag bis zum Ende der Saison 2022/23 verlängert. In der Saison 2021/22 bestritt er 26 von 34 möglichen Ligaspielen für St. Truiden. In der nächsten Saison waren es 17 von 34 möglichen Ligaspielen und zwei Pokalspiele.

## Erfolge
- Schweizer Pokalsieger: 2014